# Ivan Čerepnin
Ivan Čerepnin (Issy-les-Moulineaux, 5 febbraio 1943 – Boston, 11 aprile 1998) è stato un compositore statunitense di origini russe e cinesi.

## Biografia
Nacque in una famiglia con una lunga tradizione musicale: suo padre e suo nonno, Alexandr e Nikolaj Čerepnin, sono stati compositori russi illustri, mentre sua madre Lee Hsien Ming era una pianista. Anche il fratello maggiore Serge è un compositore. Ha studiato con Leon Kirchner, Karlheinz Stockhausen, Henri Pousseur e Pierre Boulez. Dopo aver insegnato brevemente al San Francisco Conservatory of Music e all'Università di Stanford, è diventato direttore dello studio di musica elettronica dell'Università di Harvard dal 1972, mantenendo tale incarico fino alla sua morte. Ha ottenuto diverse onorificenze  fra cui premi dell'American Society of Composers, Authors and Publishers (nel 1963 e nel 1995) e il National Endowment for the Arts nel 1977. Nel 1982, la sua interpretazione di Santur Opera ha vinto il premio principale dell'Ars Electronica di Linz, in Austria. È morto a Boston nel 1998. I suoi figli Stefan e Sergei hanno seguito le orme del padre divenendo anche essi compositori. Fra i suoi studenti vi è stato Curt Cacioppo.

## Composizioni (elenco parziale)
- 1975 – Fêtes (Variations on Happy Birthday)
- 1977 – Santur Opera
- 1978 – Le va et le vient
- 1980 – Flores Musicales
- 1995 – Double Concerto for Violin, Cello, and Orchestra